# Mercedes-Benz O305
De Mercedes-Benz O305 is een bekend type stadsbus van Daimler-Benz. De MB O305G is een gelede bus, de Mercedes-Benz O307 een streekbus. Het bustype was voornamelijk in Duitsland zeer populair.
De MB O305 werd in 1969 geïntroduceerd als de Duitse standaardbus. De laatste exemplaren werden in de jaren tachtig gebouwd. De O305 werd opgevolgd door de Mercedes-Benz O405 (stadsbus), de MB O405G (gelede bus) en de Mercedes-Benz O407 (streekbus). De carrosserieën werden gebouwd door Mercedes-Benz in Mannheim, en door Vetter in Fellbach. Bijzonder was dat enkele series bussen voor het Gemeentelijk Vervoerbedrijf Dordrecht (GVBD) door Den Oudsten uit Woerden van een carrosserie werd voorzien.

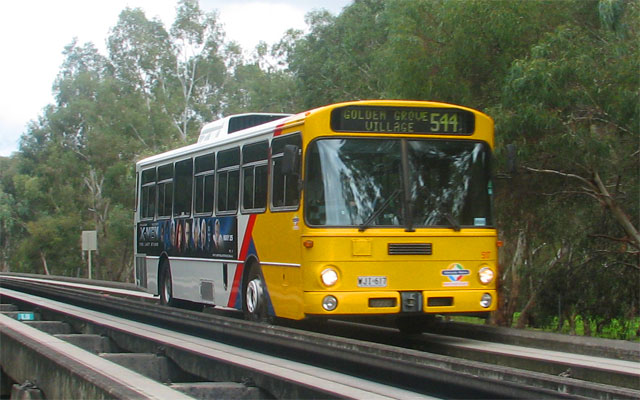
spoorgeleide bus te Adelaide

## De O305 in Nederland en België
Nederland
In Nederland genoot de O305 niet zo veel succes. Dit kwam doordat de Nederlandse OV-bedrijven vooral standaard streekbussen aanschaften. De overheid verschafte namelijk subsidie op dit type bus. Toch werd de Mercedes-Benz O305 door enkele busbedrijven aangeschaft, onder andere door het Gemeentelijk Vervoerbedrijf Dordrecht (GVBD), de WABO te Wijk bij Duurstede en Westnederland. Ook Van Oeveren te Zierikzee, een particuliere streekvervoerder in opdracht van de RTM, later Zuid-West-Nederland, kocht een kleine serie O305's.
Westnederland, behorend tot de vereniging ESO die haar bussen centraal inkocht, bestelde in 1980 vijftig 11-meterbussen (3150–3199) en dertig 18-meter bussen (7814-7843). De reden voor bestelling in het buitenland was dat de Nederlandse busindustrie in die jaren op volle toeren draaide, waardoor het heel lang zou duren voordat er nieuwe bussen voor Westnederland gebouwd konden worden. Destijds leidde de bestelling in het buitenland zelfs tot het stellen van kamervragen, omdat partijen in de Tweede Kamer van mening waren dat de eigen industrie beschermd moest worden.
Beide series werden zonder interieur en interieurverlichting afgeleverd. Ze werden in Nederland voorzien van rode skai streekbusstoelen en interieurverlichtingskappen van een Nederlands model, gelijk aan dat van de CSA-1 standaards. De gelede bussen kregen stempelautomaten, een "automaatbal" voorop en drukknoppen bij alle deuren, omdat er een open instapregime was.
De 3100'en reden deden vooral dienst in de omgeving van Delft en Nieuwegein. De 7814–7843 reden in het gebied rond Rotterdam naar Capelle en Krimpen aan den IJssel, vooral op de lijnen 93, 96 en 98. Rond 1990 werden alle 11-meterbussen ingeruild en vervangen door de Mercedes-Benz O405 (series 3900, 4300 en 4400). De meeste gelede exemplaren reden tot 1994 en werden bij de komst van de metro naar Capelle aan den IJssel geëxporteerd naar Portugal.
Van de Nederlandse O305's is de Van Oeveren 31 uit 1976 behouden gebleven voor museumdoeleinden. Deze bus bevindt zich in de collectie van de Stichting RoMeO te Rotterdam.
België
In België kwamen de bussen alleen voor bij enkele stadsvervoerders en NMVB/SNCV-buspachters. De chassis van het model O305 werd in België ook gebruikt voor enkele bussen met Van Hool carrosserie en enkele bussen met Jockheere TransCity carrosserie.
De busreeks kwam onder andere voor bij MIVB. Deze had vijftien exemplaren in dienst (serie 8016–8030).

Ook kwamen tien exemplaren voor bij Bus De Polder, voor lijndiensten in Antwerpen. Dit waren de bussen 301a (ex-Duisburg), 301b, 302a (ex-Duisburg), 302b, 303 (ex-Duisburg), 322–326 en 337+338.